# Wasna Papai Danfa
Wasna Papai Danfa é um político da Guiné Bissau.
Foi eleito deputado à Assembleia Nacional Popular, pelo Partido Africano para a Independência da Guiné e Cabo Verde (PAIGC), em 2015, e novamente em 2019, pelo sector de Bissorã, da região de Oio. Ocupa atualmente o cargo de vice líder da bancada parlamentar do PAIGC.

## Biografia
Danfa ocupou vários cargos na administração pública guineense, sendo o primeiro o de Secretário de Estado da Energia, servindo entre 2009 e 2012. Logo após, entre 2012 e 2013, foi director–geral da empresa pública Eletricidade e Águas da Guiné-Bissau (EAGB). Foi nomeado, por intermédio do decreto presidencial n° 12/2015, ministro da Energia no governo liderado por engenheiro Carlos Correia.
Depois das eleições legislativas de 2014, ocupou a função de vice-líder da bancada parlamentar do PAIGC. 